# Březina (rozhledna)
Rozhledna Březina stojí v ploché krajině asi 200 m severozápadně od vsi Žandov. Na telekomunikační věži je ve výšce 23 m umístěna vyhlídková plošina.